# Acanthisittidae
Acanthisittidae là một họ chim đặc hữu nhỏ của New Zealand trong bộ Passeriformes. Có 6 loài trong họ này được xếp vào 4 hoặc 5 chi, mặc dù chỉ có 2 loài còn sinh tồn thuộc 2 chi.

## Hình ảnh

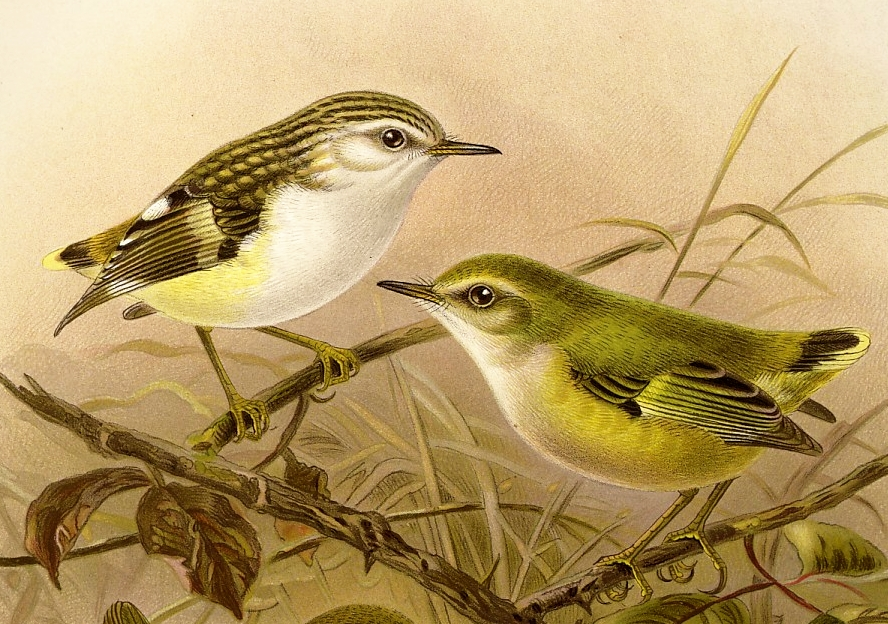
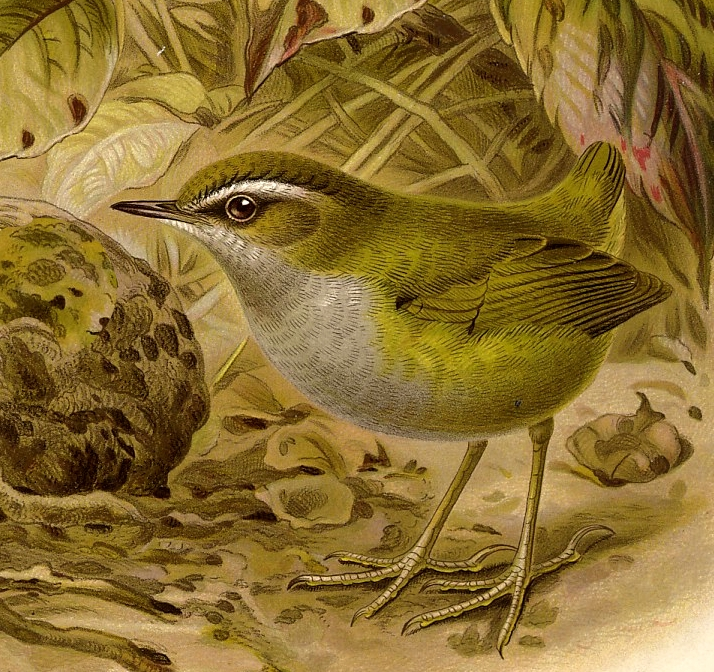
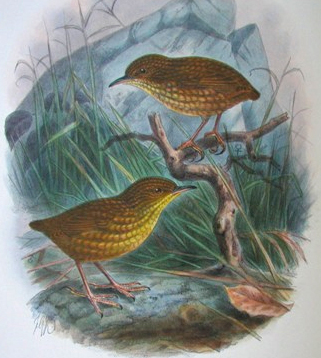
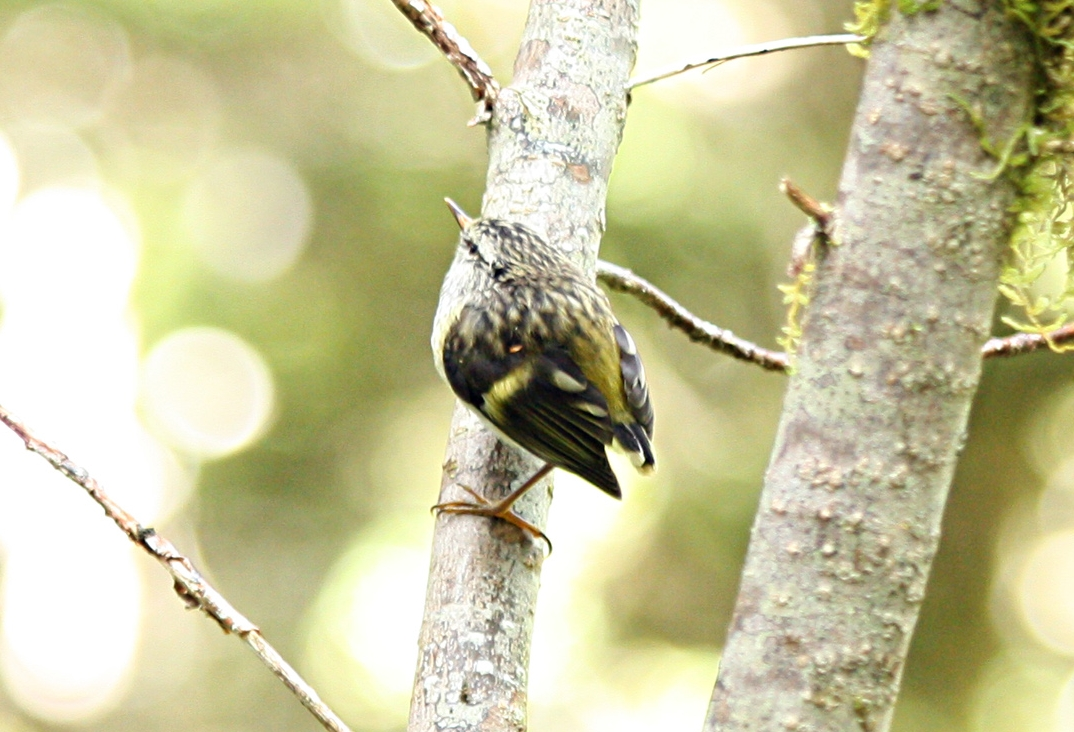
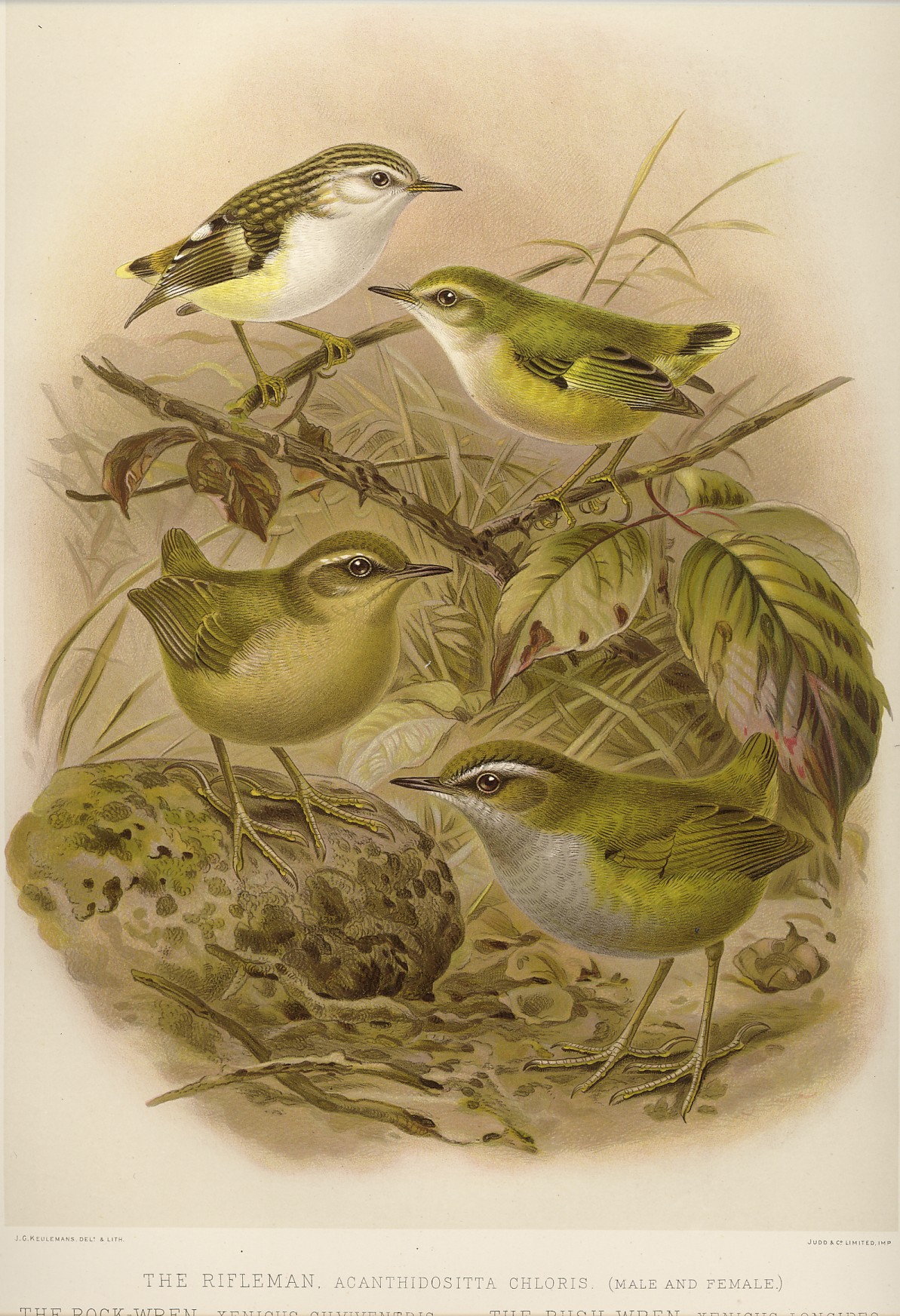

## Phân loại học
- Chi Acanthisitta
  - Acanthisitta chloris
- Chi Xenicus
  - †Xenicus longipes
  - Xenicus gilviventris
  - † Xenicus lyalli
- Chi Pachyplichas
  - †Pachyplichas yaldwyni
  - †Pachyplichas jagmi
- Chi Dendroscansor
  - †Dendroscansor decurvirostris